# Список правителей королевства Гвинед
Королевство Гвинед — кельтское государство в северо-западном Уэльсе, существовавшее с V по XIII века. С момента образования до 825 года Гвинедом правила династия потомков основателя королевства — Кунеды. Далее престол переходил по линии потомков Мервина Фриха, принца с острова Мэн, получившего корону посредством брака. После Родри Великого за власть в Гвинеде боролись три ветви его наследников: гвинедская династия Аберфрау, дехейбартская династия Диневура и поуисская династия Матравала.

## Короли Гвинеда

### Династия Кунеты
- Кунеда Вледиг ап Эдерн (ок. 450 — ок. 460)
- Эйнион Ирт (Пылкий) ап Кунеда (ок. 460 — ок. 500)
- Кадваллон I Лаухир (Длиннорукий) ап Эйнион (ок. 500 — ок. 517)
- Майлгун I Хир (Высокий) ап Кадваллон (ок. 517—547)
- Рин Хир (Высокий) ап Майлгун (547 — ок. 580)
- Бели ап Рин (ок. 580 — ок. 599)
- Иаго I ап Бели (ок. 599—613)
- Кадван ап Иаго (613 — ок. 625)
- Кадваллон II ап Кадван (ок. 625—634)
- Кадавайл Кадомед (Покидающий битву) ап Кинведу (634 — ок. 655)
- Кадваладр Вендигайд (Благословенный) ап Кадваллон (ок. 655 — ок. 682)
- Идвал I Иурх (Олень) ап Кадваладр (ок. 682 — ок. 720)
- Родри I Молуиног (Лысый и Серый) ап Идвал (ок. 720 — ок. 754)
- Кинан I Диндайтуи ап Родри (754[1]— ?)
- Карадог ап Мейрион ( ? —798)
- Кинан ап Карадог (798—816)[1]
- Хивел I ап Карадог (814—825)[1]

### Династия Манау
- Мервин Врих (Веснушчатый) ап Гуриад (825—844)
- Родри II Маур (Великий) ап Мервин (844—878)
- Анарауд ап Родри (878—916) (основатель династии Аберфрау, старшей линии потомков Родри Маура)
- Идвал II Войл (Лысый) ап Анарауд (916—942)
- Хивел II Да (Добрый) ап Каделл (942—950) (основатель династии Диневура, дехейбартской линии потомков Родри Великого)
- Иаго II ап Идвал (950—979) (возвращение династии Аберфрау)
- Иейав ап Идвал (950—969)
- Хивел III ап Иейав (974—985)
- Кадваллон III ап Иейав (985—986)
- Маредид ап Оуайн (986—999) (династия Диневура подчиняет Гвинед)
- Кинан II ап Хивел (999—1005) (возвращение династии Аберфрау)
- Айдан ап Блегиврид (1005—1018)
- Лливелин I ап Сейсилл (1018—1023) (младшая линия династии Матравала из Поуиса захватывает власть в Гвинеде)
- Иаго III ап Идвал ап Мейриг (1023—1039) (возвращение династии Аберфрау)
- Грифид I ап Лливелин (1039—1063) (сын Лливелина ап Сейсилла захватывает власть в Гвинеде, позже и во всем Уэльсе)
- Бледин ап Кинвин (1063—1075) (династия Матравала из Поуиса получает власть в Гвинеде от короля Англии)
- Трахайарн ап Карадог (1075—1081)
- Грифид II ап Кинан (1081—1137) (возвращение династии Аберфрау)
- Оуайн I Гвинед ап Грифид (1137—1170)

## Принцы Аберфрау и Лорды Сноудона
- Майлгун II ап Оуайн (1170—1173) (Инис Мон)
- Давид I ап Оуайн (1170—1195) (восточная часть Гвинеда)
- Родри II ап Оуайн (1170—1190) (западная часть Гвинеда)
- Лливелин II Маур (Великий) ап Иорверт (1195—1240)
- Давид II ап Лливелин (1240—1246) (первый обладатель титула Принц Уэльский)
- Оуайн II Гох (Рыжий) ап Грифид (1246—1255)
- Лливелин III Последний ап Грифид (1246—1282) (второй обладатель титула Принц Уэльский)
- Давид III ап Грифид (1282—1283) (не коронован, но провозглашён принцем Гвинеда и Уэльса)
- Мадог ап Лливелин (1294—1295) (не коронован, но провозглашён принцем Гвинеда и Уэльса)
- Оуайн III Лаугох (Краснорукий) ап Томас (1372—1378) (в изгнании, но провозглашён принцем Гвинеда и Уэльса)